# گرانایت هیلز (کالیفرنیا)
گرانایت هیلز (به انگلیسی: Granite Hills) یک منطقهٔ مسکونی در ایالات متحده آمریکا است که در شهرستان سن دیگو، کالیفرنیا واقع شده‌است. گرانایت هیلز ۷٫۳۷۸ کیلومتر مربع مساحت و ۳٬۰۳۵ نفر جمعیت دارد و ۲۰۱ متر بالاتر از سطح دریا واقع شده‌است.